# Jurandir de Freitas
Jurandir de Freitas (12 de novembre de 1940 - 6 de març de 1996) fou un futbolista brasiler.

## Selecció del Brasil
Va formar part de l'equip brasiler a la Copa del Món de 1962 i als Jocs Olímpics de 1960.